# Järn(III)klorid

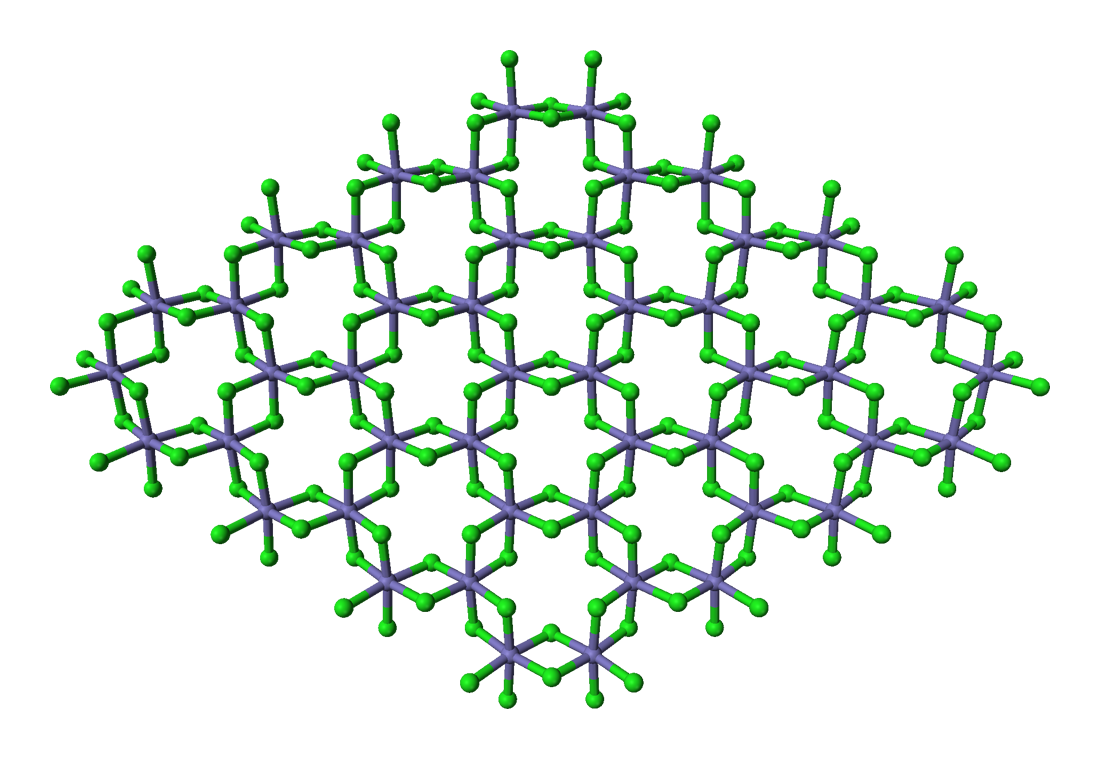
Kristallstruktur av järntriklorid.

Järn(III)klorid eller järntriklorid(FeCl3) är en förening mellan trevärt järn och klor. Det förekommer naturligt i mineralet molysit. Detta minerals ytliga likhet med svavelblomma har gett upphov till namnet järnblomma.

## Utseende
Ren, anhydrat järntriklorid har intressanta optiska egenskaper; Det reflekterar grönt och blått ljus, men är transparent för gult och rött ljus. Det gör att kristallerna ser ut att ha olika färger från olika vinklar.
Pentahydrat järntriklorid (FeCl3·5H2O) är gula till gulbruna kristaller.

## Egenskaper
Anhydratet är mycket hygroskopiskt och bildar ångor av saltsyra vid kontakt med vattenånga.
Löst i vatten hydrolyseras järntriklorid till järn(III)oxid (Fe2O3) och saltsyra (HCl).
{\displaystyle {\rm {2\ FeCl_{3}+3\ H_{2}O\rightarrow Fe_{2}O_{3}+6\ HCl}}}

## Framställning
Anhydrat järntriklorid kan framställas genom att låta klorgas oxidera järn.
{\displaystyle {\rm {2\ Fe+3\ Cl_{2}\rightarrow 2\ FeCl_{3}}}}
Hydrerad järntriklorid framställs enklare genom att låta klorgasen oxidera järndiklorid i stället.
{\displaystyle {\rm {2\ FeCl_{2}+Cl_{2}\rightarrow 2\ FeCl_{3}}}}

## Användning
- Järntriklorid används för att rena vatten, främst för rening av avloppsvatten men även för rening av dricksvatten och produktion av processvatten.
- Inom medicin som blodstillande dentallösning eftersom järnklorid i stark lösning orsakar koagulering vid direktkontakt med blod på grund av att proteiner i blodet denatureras.
- För etsning av mönsterkort och kretskort[1]